# Mummie Chinchorro

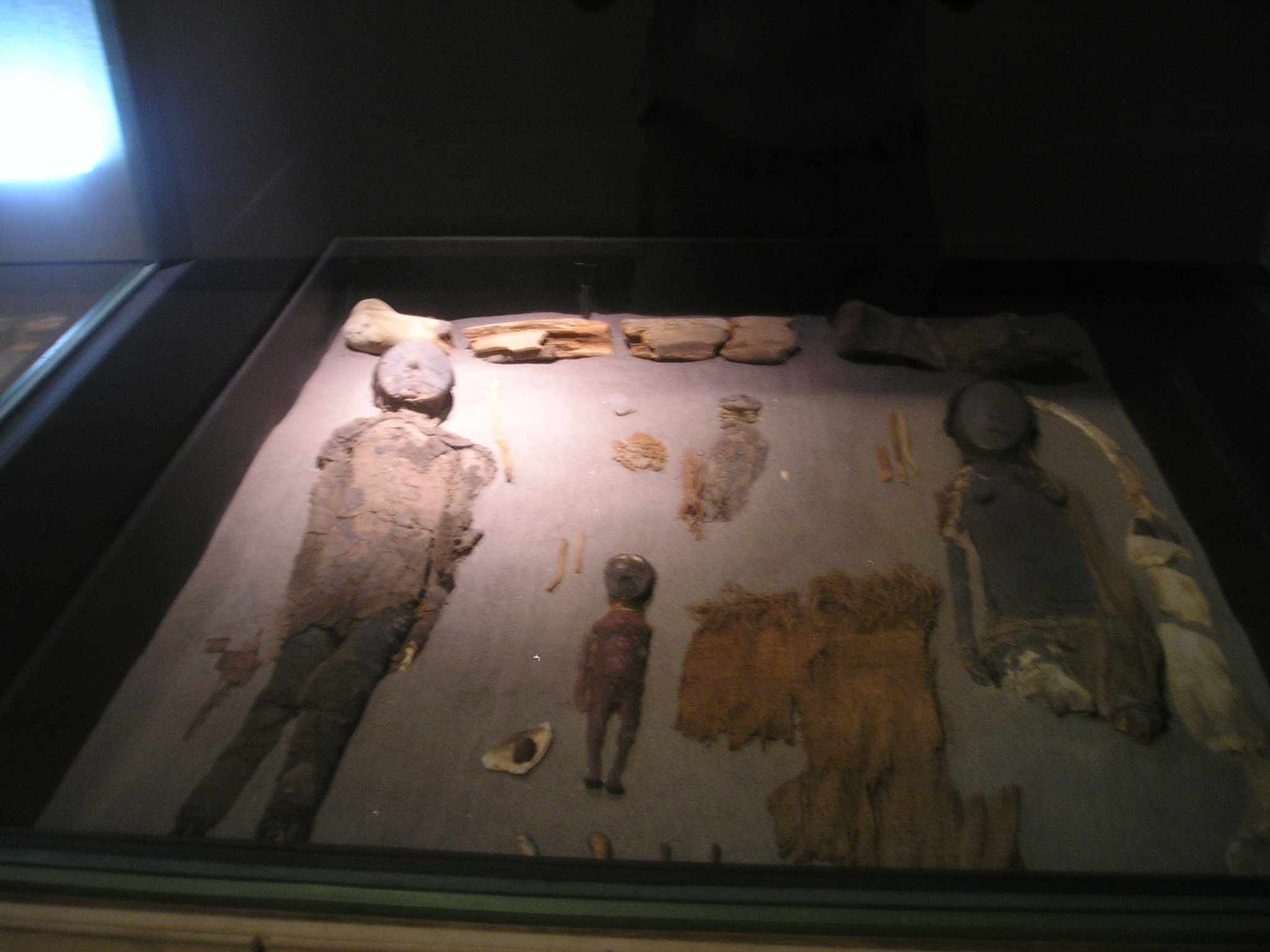
Le mummie esposte al museo di San Miguel de Azapa

Le Mummie Chinchorro sono resti mummificati di individui appartenenti alla cultura sudamericana Chinchorro, rinvenute nei territori che oggi appartengono al nord del Cile e al sud del Perù.
Sono i più antichi resti mummificati del mondo, risalenti a migliaia di anni prima della comparsa dei riti di imbalsamazione in Egitto. Si pensa che i primi corpi mummificati dei Chinchorro risalgano a circa il 5000 a.C., con un picco intorno al 3000 a.C. Spesso i defunti sono stati minuziosamente preparati, eliminando gli organi interni e sostituendoli con fibre vegetali o peli di animali; in alcuni casi gli imbalsamatori sono giunti ad eliminare la pelle e la carne dal corpo del defunto per sostituire il tutto con argilla. I resti di conchiglie e la composizione chimica delle ossa suggeriscono che il 90% della loro dieta fu basata su frutti di mare. Tra le varie culture andine di pescatori del periodo, i Chinchorro sono stati gli unici a dedicarsi alla conservazione dei corpi dei loro defunti.
Altro particolare degno di nota è che i Chinchorro utilizzarono tali riti di conservazione per tutti i loro defunti compresi bambini, neonati e feti. Ciò indica che la mummificazione non era riservata a personaggi di alto rango e non costituiva uno status symbol.
La datazione al radiocarbonio indica che la mummia Chinchorro più antica rinvenuta appartiene ad un bambino e fu estratta nel sito della valle di Camarones, a 96 chilometri a sud di Arica e risale a circa il 5050 a.C. Questa tradizione fu in uso fino al 1800 a.C., il che la rende contemporanea alla cultura di Las Vegas, la cultura Valdivia in Ecuador e la civiltà di Norte Chico in Perù.
Le mummie Chinchorro sono i primi esempi di conservazione deliberata dei defunti e tale tecnica potrebbe essere servita come un mezzo per aiutare l'anima a sopravvivere o per impedire che i corpi decomposti spaventassero i viventi.

## Contesto sociale
Mentre molte culture in tutto il mondo hanno cercato di preservare i corpi dei personaggi illustri, i Chinchorro eseguivano la mummificazione su tutti i membri della loro società, compresi i bambini e feti. Grazie a questo trattamento egualitario dei morti, sono state ritrovate centinaia di mummie e molte ancora aspettano di essere scoperte. I corpi più antichi finora ritrovati nel deserto di Atacama risalgono al 6000 a.C. e 5000 a.C., per paragone basti pensare che la mummia più antica rinvenuta in Egitto risale "solo" al 3000 a.C. circa.

## Preparazione dei defunti

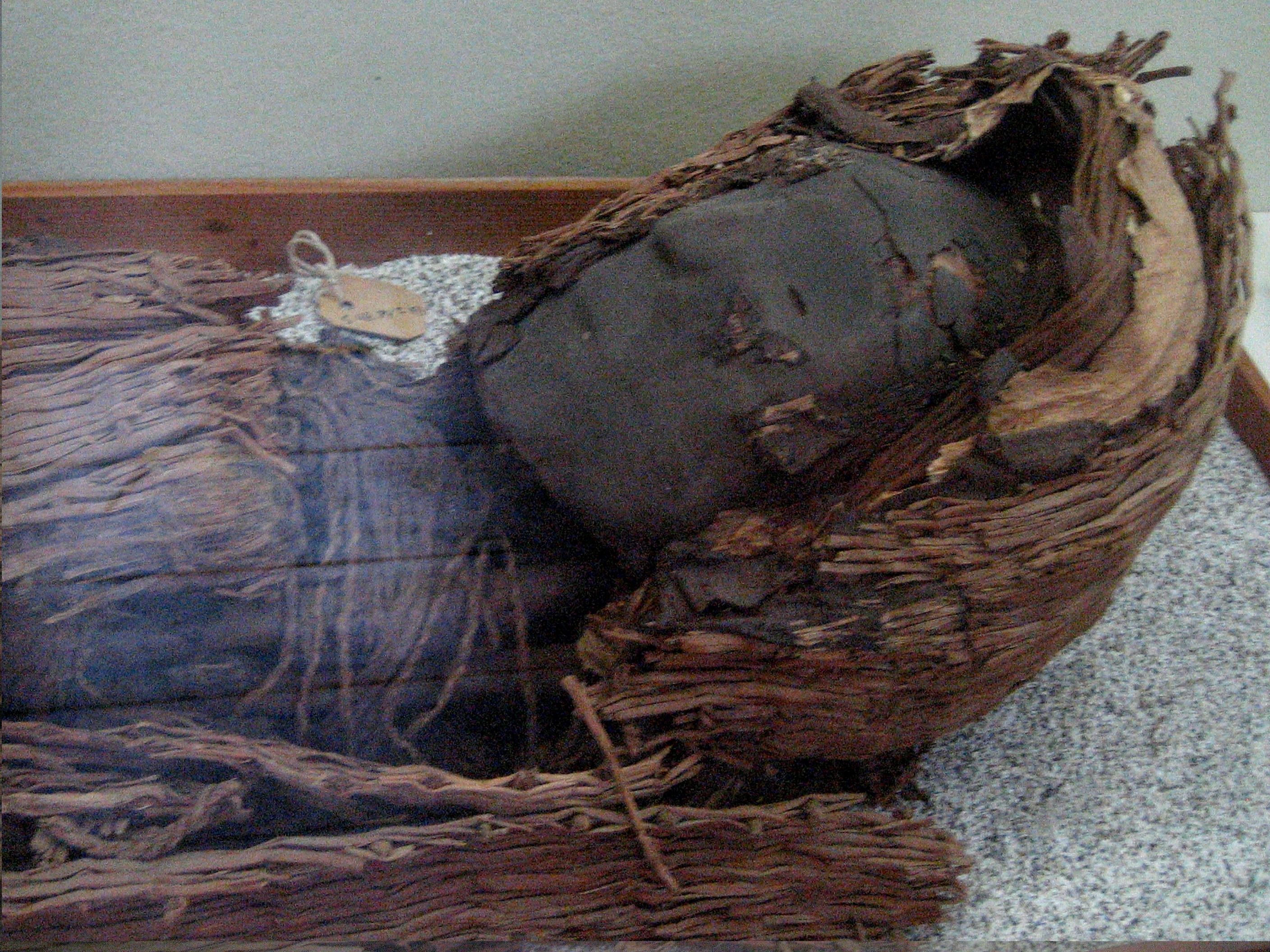
Testa di una mummia Chinchorro risalente a circa il 3000 a.C

Il modo in cui i Chinchorro mummificavano i loro morti è cambiato nel corso degli anni, ma alcuni tratti sono rimasti costanti nel corso della loro storia. In tutti i ritrovamenti, la pelle e tutti i tessuti molli, organi interni e cervello furono rimossi dal cadavere. Vi è anche la prova che il midollo osseo fu rimosso dal femore di una mummia, ma questa tecnica non è ancora stata identificata come evento frequente. Dopo che i tessuti molli furono rimossi, le ossa vennero rinforzate con bastoni e la pelle trattata con sostanze vegetali prima di ricomporre il cadavere. Alla mummia fu quindi applicata una maschera di argilla, anche se alcune mummie vennero completamente ricoperte di argilla, avvolta in canne e lasciata ad asciugare per 30-40 giorni.

## Tecniche di mummificazione
Le due tecniche utilizzate più di frequente da questa popolazione sono state ribattezzate come Mummie Nere e Mummie Rosse.

### Mummie Nere
Questa tecnica è la più antica e risale al periodo tra il 5000 a.C. e il 3000 a.C. e prevedeva lo smembramento del defunto, il suo trattamento e successivamente il suo ricomponimento. La testa, le braccia e le gambe venivano rimosse, spesso anche la pelle subiva tale trattamento. Successivamente il corpo veniva essiccato a caldo e la carne e i tessuti venivano completamente disossati. Finito tale trattamento, le varie parti del corpo venivano ricomposte e il corpo veniva ricoperto con una pasta di cenere bianca che riempiva gli spazi vuoti lasciati dal processo di ricomposizione, tale pasta era utilizzata anche per ripristinare le fattezze del volto. La pelle precedentemente tolta veniva adagiata nuovamente sul corpo, spesso tagliata a piccoli pezzi, ma alcune volte la riposizionavano quasi intera, infine veniva aggiunta una parrucca di capelli umani neri e corti. A volte veniva utilizzata anche pelle di leone marino per avvolgere il cadavere. Infine i defunti venivano dipinti con pigmenti a base di manganese, che contribuiva a dare loro un colore fondamentalmente nero.

### Mummie Rosse
Questa tecnica è la più recente e risale al periodo tra il 2500 a.C. e il 2000 a.C. e non prevedeva più lo smembramento del cadavere, bensì si utilizzavano numerose incisioni da cui venivano estratti gli organi interni e dalle quali si provvedeva ad asciugare l'interno del corpo. Solo la testa veniva recisa per permettere la rimozione del cervello. Infine il corpo veniva riempito con materiali vari, spesso in maniera maggiore di quanto non fosse necessario, e rinforzato con l'utilizzo di bastoncini di legno; a questo punto le incisioni precedentemente eseguite venivano ricucite. La testa veniva riposta sul corpo e veniva adornata con una parrucca fatta con capelli umani lunghi fino a 60 cm e tenuta ferma sul capo da una specie di cappello fatto in argilla. Fatta eccezione per la parrucca e per la faccia, che era dipinta nera, il resto del corpo era tinto con ocra rossa.